# Chrysopida multisulcata
Chrysopida multisulcata is een keversoort uit de familie bladkevers (Chrysomelidae). De wetenschappelijke naam van de soort werd in 1995 gepubliceerd door Medvedev.